# Николай Бояджиев
Николай Бояджиев е български художник. Твори в областта на портрета, голото тяло и пейзажа.

## Биография
Николай Бояджиев е роден през 1904 г. в Свищов в заможно семейство. Едва дванадесетгодишен остава без родители, за неговото отглеждане се заемат близки роднини. Завършва живопис в Художествената академия в София в курса на проф. Борис Митов през 1930 г., като е един от първите приети по тази специалност, без нито един ден подготовка. Негов графичен учебен етюд е публикуван в Юбилейния годишник на Академията (1896–1926 г.). Дипломната работа на художника, озаглавена „Голгота“, се пази в музея на Художествената академия. Тя е красноречив пример за зрелостта на неговия талант при това в толкова ранна възраст, едва завършил художественото си обучение.
След завършването си работи дълги години като преподавател по рисуване в Шуменската гимназия. В началото на века Шумен е град с интензивно икономически и културно развитие. Тази атмосфера се оказва благоприятна среда за пълноценното му развитие като художник.
През 1951 г. Николай Бояджиев става старши асистент в катедра „Рисуване“ към Изящния факултет на Художествената академия.
През 1958 г. художникът е изключен от СБХ поради отказа си да работи по „задължителните“ теми с политически характер.
През 1961 г. е издигнат от позицията старши асистент до преподавател. В следващите години Николай Бояджиев не е допускан до участие в Общите художествени изложби, отново заради отказа си да работи по „задължителни“ теми с политически характер.
Николай Бояджиев умира на 12 октомври 1963 г.
От 21 януари 2011 до 20 февруари 2011 г. в СГХГ е представена първата изложба на негови творби след смъртта му.

## Семейство
Николай Бояджиев има двама сина, единият от които (Вили Бояджиев) следва стъпките на баща си и става художник.

## Творбите му
Голяма част от неговите картини се намира в неговите роднини (внуци, правнуци), по-малката част е дарена в СГХГ или продадена на частни колекционери.